# Брајан Конецко
Брајан Конецко (енгл. Bryan Konietzko; Лос Анђелес, 1. јун 1975) је амерички аниматор, писац, продуцент и музичар. Најпознатији је као креатор, извршни продуцент и уредник приче у америчкој анимираној серији Аватар: Последњи владар ветрова и Легенда о Кори, заједно са Мајклом Данте Димартином.

## Каријера
Пре него што је почео да ради за Никелодеон, Конецко је радио за Film Roman, помажући као директор серија краљ брда, породични човек и Mission Hill. Био је уметник сценарија и уметнички директор за Никелодеонову анимирану серију Инвадер Зим.
Између 2001. и 2014. године, Конецко је заједно са Мајклом Данте Димартином, углавном био заокупљен писањем и продукцијом анимиране серије Аватар: Последњи владар ветрова и његов наставак Легенда о Кори за Никелодеон.
Од 2015. године, Кониецко је радио на писању и илустрирању научнофантастичне графичке серије Threadworlds, која још није објављена.
Конецко је такође активан у фотографисању, а такође има и бенд, Ginormous, са којим је издао неколико албума, укључујући Our Ancestors' Intense Love Affair и At Night, Under Artificial Light.
У септембру 2018. године, објављено је да ће Кониетцко и Димартино служити као извршни продуценти за надолазећу серију која је адаптација Нетфлика уживо, Аватар: Последњи владар ветрова.